# Angela Hannah
Angela Hannah (Harare, Zimbabue, 24 de marzo de 1986) es una deportista británica que compitió en piragüismo en la modalidad de aguas tranquilas. Ganó una medalla de bronce en el Campeonato Mundial de Piragüismo de 2017 y una medalla de bronce en el Campeonato Europeo de Piragüismo de 2014, ambas en la prueba de K2 200 m.

## Palmarés internacional
| Campeonato Mundial | Campeonato Mundial       | Campeonato Mundial | Campeonato Mundial |
| Año                | Lugar                    | Medalla            | Competición        |
| ------------------ | ------------------------ | ------------------ | ------------------ |
| 2017               | Račice (República Checa) | Medalla de bronce  | K2 200 m           |
| Campeonato Europeo |                          |                    |                    |
| Año                | Lugar                    | Medalla            | Competición        |
| 2014               | Moscú (Rusia)            | Medalla de bronce  | K2 200 m           |